# Izotopy oganessonu

Obrázek znázorňující rozpadový proces izotopu ^{294}Og

Oganesson (118Og) je umělý prvek, v přírodě se nevyskytuje. Jediným jeho známým izotopem je 294Og (poločas přeměny 0,7 milisekund) objevený v roce 2002 a znovu vyrobený roku 2005.

## Seznam izotopů
| symbol nuklidu | Z(p) | N(n) | hmotnost izotopu (u) | poločas přeměny | způsob(y) přeměny | produkt(y) přeměny | jaderný spin |
| -------------- | ---- | ---- | -------------------- | --------------- | ----------------- | ------------------ | ------------ |
| 294Og          | 118  | 176  | 294,213 92(71)       | 0,7 ms          | α                 | 290Lv              | 0            |
| 294Og          | 118  | 176  | 294,213 92(71)       | 0,7 ms          | SF                | různé              | 0            |